# Mohammad Ali Foroughi
Mohammad Ali Foroughi (1877-1942) fue un político y académico iraní, primer ministro del país en tres ocasiones durante la dinastía pahlavi.

## Biografía
Nacido en 1877, se convirtió en parlamentario en 1909. Desempeñó el cargo de primer ministro entre 1925 y 1926, entre 1933 y 1935 y entre 1941 y 1942. Creía en un estado e instituciones fuertes, que ejercieran de garantes de las libertades. Fue miembro y primer presidente de la Primera Academia de Irán (Farhangestan-e-Awwal). Falleció en 1942 tras sufrir un ataque al corazón mientras ejercía de embajador en Washington.